# Western Heights (Rotorua)
Western Heights est une banlieue de la cité de Rotorua dans la région de la baie de l’Abondance dans le nord de l'Île du Nord de la Nouvelle-Zélande.

## Démographie
Western Heights, comprenant la zone statistique de «Pleasant Heights» «et de «Western Heights» , dans le  (district de Rotorua), avait une population de 4 404 habitants lors du recensement de 2018 en Nouvelle-Zélande, en augmentation de 582 personnes (soit  15,2 %) depuis le  recensement de 2013 census, et une augmentation de 312 personnes (soit 7,6 %) depuis le recensement de 2006. 
Il y avait 1 365 logements. 
On comptait 2 151 hommes et 2 256 femmes, donnant un sexe-ratio de 0,95 homme pour une femme, avec 1 263 personnes (soit 28,7 %) âgées de moins de 15 ans, 1 005 personnes (soit 22,8 %) âgées de 15 à 29 ans, 1 725 personnes (soit 39,2 %) âgées de 30 à 64 ans, et 408 personnes (soit 9,3 %) âgées de 65 ans ou plus.
L’ethnicité était pour 48,9 % européens/Pākehā, 62,7 % Māoris, 10 ,0 % personnes du Pacifique, 4,2 % asiatiques, et 1,2 % d’une autre ethnicité (le total peut faire plus de 100 % dans la mesure où une personne peut s’identifier avec de multiples ethnies).
La proportion de personnes nées outre-mer était de 9,5 %, comparée avec les 27,1 % au niveau national.
Bien que certaines personnes objectent à donner leur religion, 52,1 % n’avaient aucune religion, 31,5 % étaient chrétien, 0,5 % étaient hindouistes, 0,1 % étaient musulmans, 0,3 % étaient bouddhistes et 8,3 % avaient une autre religion.
Parmi ceux d’au moins 15 ans d’âge:258 personnes (soit 8,2 %) avaient un niveau de bachelier ou un degré supérieur et 768 personnes (soit 24,5 %) n’avaient aucune qualification  formelle. 
Le statut d’emploi de ceux d’au moins 15 ans était pour 1 317 peersonnes (soit 41,9 %) employées à plein temps, 459 personnes (soit 14,6 %) étaient à temps partiel et 345 personnes (soit 11,0 %) étaient sans emploi.
| zones de statistiques individuelles |            |            |                 |
| Nom                                 | Population | âge médian | revenus médians |
| Pleasant Heights                    | 2064       | 30,6 ans   | $23 400.        |
| Western Heights (Rotorua District)  | 2340       | 27,5 ans   | $21 200.        |
| Nouvelle-Zélande                    |            | 37,4 ans   | $31 800         |

## Éducation
Western Heights a deux écoles primaires, mixtes, publiques, allant de l’année 1 à  6 :
- l’école «Western Heights School»[4] avec un effectif de 423 élèves[5] et
- l’école «Aorangi School»[6] avec un effectif de 118 élèves[7].

- L’ école «St Michael's Catholic School» est une école primaire catholique, mixte, intégrée au public, allant de l’année 1 à 6[8],[9] avec un effectif de 94 élèves[10].

- L ‘école de «Kaitao Intermediate» est une école publique, mixte de type école intermédiaire»[11],[12] avec un effectif de 308 élèves[13].

- L’école Western Heights High School (en) est une école primaire publique, mixte[14], avec un effectif de 1 096 élèves[15].